# ISO 3166-2:VE
Kódy ISO 3166-2 pro Venezuelu identifikují 23 států, federální distrikt a federální území (stav v roce 2015). První část (VE) je mezinárodní kód pro Venezuelu, druhá část sestává z jednoho velkého písmene identifikujícího stát.

## Zpravodaje
```
en:ISO 3166-2:2002-12-10

en:ISO 3166-2:2003-09-05
```

## Seznam kódů
```
VE-A Federální distrikt (Caracas)
VE-B Anzoategui (Barcelona)
VE-C Apure (San Fernando de Apure)
VE-D Aragua (Maracay)
VE-E Barinas (Barinas)
VE-F Bolívar (Ciudad Bolívar)
VE-G Carabobo (Valencia)
VE-H Cojedes (San Carlos)
VE-I Falcón (Coro)
VE-J Guárico (San Juan De Los Morros)
VE-K Lara (Barquisimento)
VE-L Mérida (Mérida)
VE-M Miranda (Los Teques)
VE-N Monagas (Maturín)
VE-O Nueva Esparta (La Asunción)
VE-P Portuguesa (Guanare)
VE-R Sucre (Cumaná)
VE-S Táchira (San Cristóbal)
VE-T Trujillo (Trujillo)
VE-U Yaracuy (San Felipe)
VE-V Zulia (Maracaibo)
VE-W Federalní území (Los Roques)
VE-X La Guaira (La Guaira)
VE-Y Delta Amacuro (Tucupita)
VE-Z Amazonas (Puerto Ayacucho)
```